# Psoralea pinnata
Psoralea pinnata ist eine Pflanzenart in der Unterfamilie der Schmetterlingsblütler (Faboideae) innerhalb der Familie der Hülsenfrüchtler (Fabaceae). Sie ist nur in Südafrika und Mosambik heimisch.

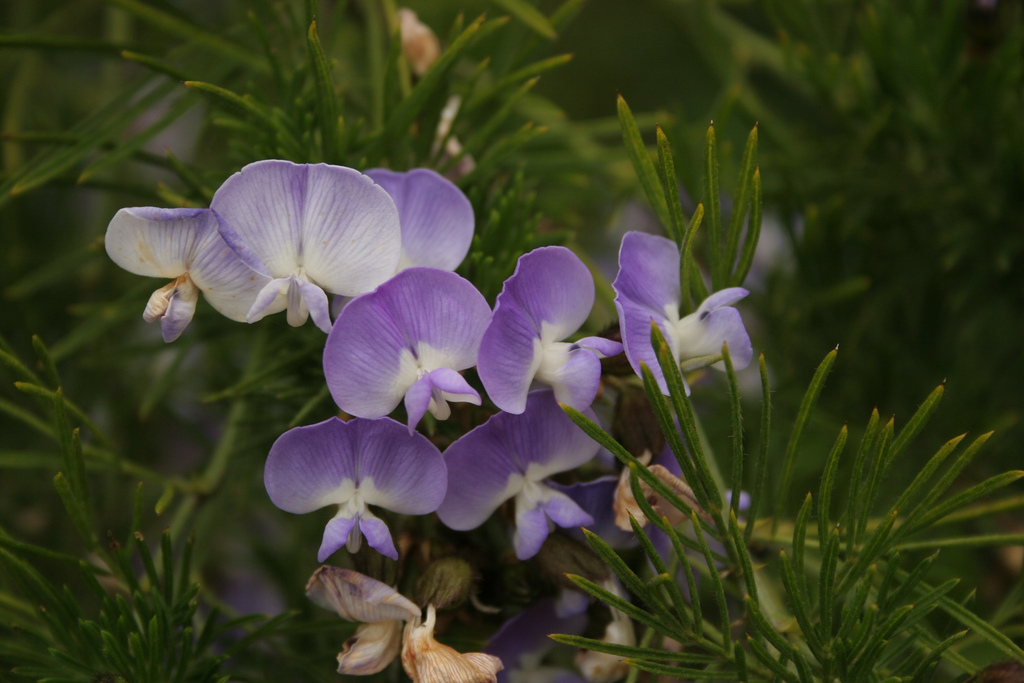
Blüten

## Beschreibung
Psoralea pinnata wächst als selbständig aufrechter Strauch oder kleiner Baum und erreicht Wuchshöhen von mehreren Metern. Die unpaarig gefiederten Laubblätter besitzen bei einer Länge von 50 mm und einer Breite von nur 3 mm fast nadelförmige Fiederblättchen, sie riechen aromatisch bei Verletzungen. 
Die Blüten stehen an dem Ende der Zweige oder in den obersten Blattachseln. Die zygomorphen Blüten riechen  nach Weintrauben. Die fünf Kronblätter sind violett-blau bis weiß. Die Blütezeit in ihrer Heimat reicht Oktober bis Dezember. In Europa und Nordamerika wird sie als Zierpflanze verwendet und blüht dementsprechend im Frühjahr.

## Verbreitung und Nutzung
Psoralea pinnata ist in Südafrika und Mosambik heimisch und dort recht weit verbreitet. In Indien, Australien und Neuseeland wurde sie eingeschleppt. Sie wächst entlang von Fluss- und Bachläufen oder an anderen Stellen mit sehr guter Wasserversorgung.
Psoralea pinnata wird auch als Zierpflanze verwendet. Erste Berichte über eine Kultivierung in England datieren um 1690.

## Taxonomie
Psoralea pinnata wurde 1753 von Carl von Linné in Species Plantarum Band 2 Seite 762–763 erstbeschrieben.